# Bellefonte, Pennsylvania
För andra platser med samma namn, se Bellefonte.
Bellefonte är ett borough i den amerikanska delstaten Pennsylvania med en yta av 4,7 km² och en folkmängd, som uppgår till 6 395 invånare (2000). Bellefonte är administrativ huvudort i Centre County. Det finns flera exempel på viktoriansk arkitektur i kommunen.

## Kända personer från Bellefonte
- Joar Tiberg, författare.
- Andrew Gregg Curtin, guvernör i Pennsylvania 1861-1867
- Thomas M. Reynolds, kongressledamot 1999-2009